# 데이브 나바로
데이브 나바로(Dave Navarro, 1967년 6월 7일 ~ )는 미국의 기타리스트로, 레드 핫 칠리 페퍼스의 일원이기도 하였다.